# Igor Merino
Pour les articles homonymes, voir Merino.
Merino  Cortazar est un nom espagnol. Le premier nom de famille, en général paternel, est Merino ; le second, en général maternel, souvent omis, est Cortazar.
Igor Merino Cortazar (né le 16 octobre 1990 à Balmaseda) est un coureur cycliste espagnol, professionnel entre 2012 et 2018.

## Biographie
Il pratique le cyclisme, depuis son plus jeune âge. Il prend sa première licence à 8 ans dans le club de cyclisme de la Sociedad Ciclista Balmasedana. Il est le frère aîné de la cycliste professionnelle Eider Merino.
Après avoir traversé les différentes catégories d'âge, il passe professionnel en 2012 au sein de l'équipe continentale Orbea Continental, devenue Euskadi en 2013. Il joue un rôle d'équipier et prend de nombreuses échappées, notamment lors du championnat d'Espagne et de l'étape reine du Tour de Burgos, avec une arrivée au sommet des Lagunas de Neila. Il pratique également le cyclo-cross pendant la saison d'hiver. 
En 2014, il quitte la structure de la Fondation Euskadi où il a passé les trois dernières années, en signant pour Burgos-BH.
En juin 2018, il est huitième du championnat d'Espagne du contre-la-montre. En juillet, il est provisoirement suspendu par l'UCI après avoir été testé positif à une hormone de croissance dans un contrôle antidopage effectué hors compétition le 13 juin, soit une semaine avant les championnats nationaux. Le 20 novembre 2018, il est suspendu quatre ans par l'Union cycliste internationale, soit jusqu'en juin 2022.

## Palmarès et résultats

### Palmarès par année
- 2006
  - Champion de Biscaye sur route cadets[5]
- 2007[5]
  - 2e du championnat de Biscaye du contre-la-montre juniors
- 2008[5]
  - Champion du Pays basque du contre-la-montre juniors
  - Champion de Biscaye du contre-la-montre juniors
  - 4eb étape de la Bizkaiko Itzulia (contre-la-montre)[6]
  - Vuelta al Valle de Mena :
    - Classement général
    - 1re étape

  - 2e du Premio Primavera juniors
  - 2e du championnat de Biscaye sur route juniors
  - 2e du championnat d'Espagne du contre-la-montre juniors
  - 2e de la Bizkaiko Itzulia
- 2009
  - Mémorial Etxaniz
  - 3e du championnat du Pays basque du contre-la-montre espoirs[5]
- 2010
  - Champion du Pays basque du contre-la-montre espoirs
  - 2e du Premio Primavera
  - 3e du Mémorial Etxaniz
- 2011
  - 2e du championnat du Pays basque du contre-la-montre espoirs
  - 2e du championnat d'Espagne du contre-la-montre espoirs
  - 3e de la Subida a Altzo

### Classements mondiaux
| Année           | 2015   | 2016   | 2017 | 2018   |
| --------------- | ------ | ------ | ---- | ------ |
| UCI Europe Tour | 1 205e | 1 390e | 737e | 1 557e |